# مسجد شیخ ابی اسحاق
مسجد شیخ ابی اسحاق مربوط به سده‌های متاخر دوران‌های تاریخی پس از اسلام است و در شهرستان لارستان، بخش اوز، دهستان بیدشهر، بافت قدیم روستای کهنه واقع شده و این اثر در تاریخ ۱۸ شهریور ۱۳۸۷ با شمارهٔ ثبت ۲۳۴۰۳ به‌عنوان یکی از آثار ملی ایران به ثبت رسیده است.